# マクラーレン・750S
マクラーレン・750S (en:McLaren 750S) は、イギリスの自動車メーカーであるマクラーレン・オートモーティブが生産している自動車である。

## 概要
車名の750Sはエンジン出力が750 PSであることを意味しており、720Sの後継モデルとして発売された。フェイスリフトのためにフロントおよびリア周りが再設計され、720Sより30 kgの軽量化が行われた。マクラーレンによると、720Sと比べて部品の約30パーセントがアップデートされたという。他の機械的な変更には、出口が中央にまとめられたエキゾーストシステム、より大きなエアインテーク、より短いトランスミッション最終減速比、およびよりクイックなステアリングレシオなどがある。インテリアでは、新しい8インチのApple CarPlay対応インフォテインメントシステムが追加された。